# Melluso (azienda)
Melluso s.r.l. è una azienda manifatturiera italiana specializzata nella produzione di calzature e accessori d'abbigliamento, controllata dalla famiglia omonima.

## Storia

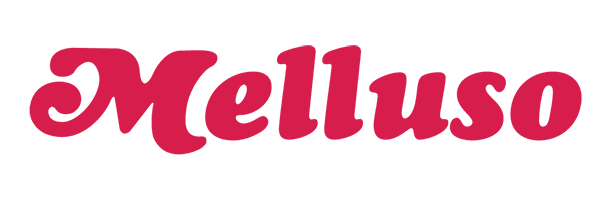
Vecchio logo dell'azienda, in uso dal 1948 al 2023.

Il calzaturificio fu fondato nel 1945 da Alfonso Melluso, calzolaio e pastore evangelico, e dalla zia Addolorata Anastasio, come calzaturificio artigianale situato al Rione Sanità di Napoli, Melluso, morto nel 2012, proveniva da una famiglia evangelica: usava inizialmente la sede del suo calzaturificio anche per le funzioni religiose, e lo zio, Salvatore Anastasio, era anch'egli calzolaio e fondatore della Comunità Pentecostale di Napoli.
La sede iniziale era costituita in uno scantinato al centro di Napoli, ma negli anni successivi l'azienda riuscì ad espandersi e aprì prima uno stabilimento a Capodimonte, sempre a Napoli; poi a inizio anni 60' fu aperta la fabbrica di Calvizzano, sua attuale sede.
La sua prima ragione sociale risale al 1972, come "Calzaturificio Melluso di Beniamino Melluso e C. s.a.s.".
Dal 1986, il marchio Melluso raggiunse fama nazionale, con spazi pubblicitari nel palinsesto Rai: divennero noti al pubblico gli slogan "Melluso - Scarpe belle e comode sempre" e "Melluso cammina sempre con te".

Nel 1992 l'azienda cambiò nome e ragione sociale, diventando "Melluso S.r.l.".

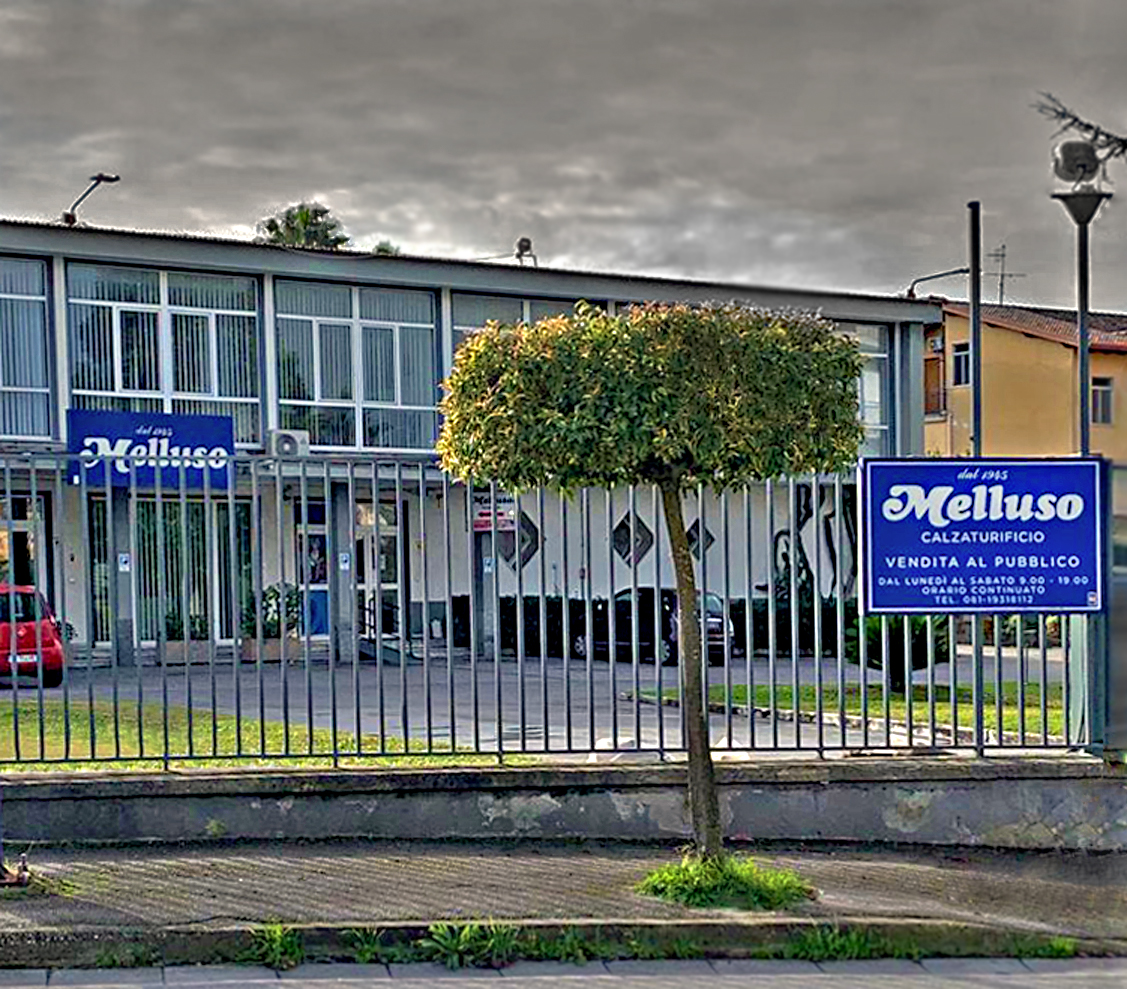
Sede attuale dell'azienda, a Calvizzano.

Nel 2006 avviò un programma di franchising, con l'apertura del primo negozio monomarca nel 2007, a Lecce. Nel 2011 l'attività si espanse al settore dell'abbigliamento nuziale.
Nel 2023 l'azienda ha effettuato un rebranding, abbandonando il vecchio logo storico, e si è aperta al mercato statunitense, grazie alla succursale Mel.Dock LLC.
L'azienda vede ancora coinvolta la famiglia Melluso nella dirigenza aziendale.

## Produzione
Il grosso della produzione avviene ancora nello stabilimento napoletano, con alcune attività secondarie anche in Veneto, Toscana e in paesi dell'Europa dell'Est.
Al 2024 la sua produzione riguarda, oltre calzature e abbigliamento nuziale, anche accessori d'abbigliamento (borse e portafogli).

## Sponsorizzazioni
Negli anni 80' e 90' l'azienda è stata sponsor dello Stadio San Paolo.